# Rockwell International
Rockwell International a fost unul dintre principalele concerne americane din domeniul aerospațial din 1973 până în 1996. 